# Al-Budayyiʿ
Al-Budayyiʿ (arabisch البديع, DMG al-Budayyiʿ; auch Budaiya) ist eine Küstenstadt in der nordwestlichen Region der Insel Bahrain, im nördlichen Gouvernorat des Königreichs Bahrain. Sie grenzt an die Dörfer Diraz und Bani Jamra.

## Geschichte
Die Stadt wurde im 19. Jahrhundert vom Stamm der Dawasiri gegründet. Der größte Teil des Stammes verließ nach einem Konflikt mit den britischen Kolonialbehörden 1923 die Insel. Viele Mitglieder des Dawasir-Stammes kehrten später nach al-Budayyiʿzurück, einige leben noch heute in dem Dorf. Vor der Entdeckung des Öls in Bahrain waren die meisten Einwohner al-Budayyiʿs in der Perlentauch- und Fischindustrie tätig.
Nach Angaben des Gazetteer of the Persian Gulf, Oman and Central Arabia, einer Enzyklopädie zusammengestellt von John Gordon Lorimer im Jahre 1917 bestand das Dorf al-Budayyiʿ aus drei verschiedenen Vierteln: Fariq al-Amara, Fariq ad-Dam (auf Ras Budaiya gelegen) und Fariq al-Budayyiʿ (das älteste Viertel). Die Stadt verfügte über eine beträchtliche Anzahl von Steinhäusern und Schilfhütten. Die geschätzte Einwohnerzahl betrug 8000 und man ging davon aus, dass alle dem sunnitischen Islam angehörten; 800 Häuser gehörten zum Stamm der Dawasir, 100 zum Stamm der Amarah, 50 zu den Huwala, 200 zu den Afro-Arab und etwa 450 Häuser für schwarze Sklaven. Der Hafen beherbergte mehr als 100 Boote, von denen mehr als die Hälfte zum Perlenfischen genutzt wurden. In der Stadt gab es auch drei Koranschulen. Die inneren Angelegenheiten der Stadt wurden vom Scheich der Dawasir ohne Einmischung des Scheichs von Bahrain geregelt.

## Geographie
al-Budayyiʿ erhielt sein Wasser traditionell aus Brunnen aus den angrenzenden Dattelplantagen der Dörfer Diraz bzw. Bani Jamra. Hier befinden sich heute die meisten Bauernhöfe und Ställe. Die Stadt dient als ein Endpunkt der Budaiya Road, die nach Manama führt. Die Regionen auf beiden Seiten der Straße werden umgangssprachlich als Budaiya bezeichnet.
Das größte Problem, dem sich die Region der Budaiya-Straße gegenübersieht, ist die Abholzung der Wälder aufgrund von Bauwellen und das Versickern von Meerwasser in natürliche unterirdische Grundwasserleiter als Folge des vor dem Bau stattfindenden Bauprozesses des Mina Salman-Seehafens in den 1950er Jahren. Die meisten dieser Bäume wurden gefällt, um die Budaiya Road zu erweitern und das Gebiet zu „modernisieren“.